# ウィル・エドワーズ
ウィル・エドワーズ（Will Edwards、1995年11月17日 - ）は、プレミアシップハーレクインズに所属するラグビーユニオン選手。

## プロフィール
- イングランド・ロイヤル・タンブリッジ・ウェルズ出身[1]。
- ポジションはスタンドオフ(SO)。
- 身長 173cm、体重 89kg

## 略歴
2018年、ラグビーワールドカップセブンズ2018の7人制イングランド代表に選ばれて準優勝に貢献。
2020年、ハーレクインズに加入。